# فالوجولس
فالوجولس (بالفرنسية: Valuéjols)‏ هي بلدية تقع في فرنسا في Canton of Saint-Flour-Sud. يقدر عدد سكانها بـ 529 نسمة ومساحتها 38.51 كم2 وترتفع عن سطح البحر 1,064 متر.